# Banjar (langue)
Pour les articles homonymes, voir Banjar.
Le banjar ou bandjar est une langue austronésienne parlée en Indonésie, dans les provinces de Kalimantan du Sud et de Kalimantan oriental, dans l'île de Bornéo. Un petit groupe de locuteurs est présent au Sabah, en Malaisie. La langue appartient à la branche malayo-polynésienne des langues austronésiennes.
C'est la 7e langue parlée en Indonésie par nombre de locuteurs après le javanais, l'indonésien, le soundanais, le malaisien, le madurais et le minangkabau.

## Classification
Le banjar est classé parmi les formes du malais.

## Vocabulaire
Exemples du vocabulaire de base du banjar, comparé avec l'indonésien :
| français | banjar   | indonésien                    |
| -------- | -------- | ----------------------------- |
| un       | asa      | satu                          |
| cinq     | lima     | lima                          |
| cendres  | habuk    | abu                           |
| pleuvoir | hujan    | hujan                         |
| maison   | rumah    | rumah                         |
| village  | banua    | kampung (benua = "continent") |
| genou    | lɪntʊhʊt | lutut                         |
| souffler | batiup   | bertiup                       |
| petit    | ĥalűs    | kecil (halus = "fin")         |